# Юньнань Хунта
«Юньнань Хунта» (кит. спр. 云南红塔) — колишній професійний футбольний клуб, який представляв Куньмін провінції Юньнань, КНР. Брав участь у розіграшах всіх трьох дивізіонів Китаю. Був розформований у 2003 році.

## Історія
Клуб був заснований в 1996 році в Шеньчжені компанією Shenzhen Jinpeng Group, і був названий «Шеньчжень Цзінпен». Клуб в основному виступав у нижчих лігах. Після покупки великою тютюновою компанією Yunnan Hongta Group команда переїхала в Куньмін і стала виступати на стадіоні Тодун. У 1999 році команда стала срібним призером другого дивізіону Китаю і здобула право наступного року виступати в елітному дивізіоні — Лізі Цзя-А. У вищій лізі команда виступала до сезону 2003 року, коли була продана «Чунцін Ліфань», що призвело до об'єднання клубів.

### Зміна назви
- 1996: «Шеньчжень Цзінпен» (深圳金鹏)
- 1997—2003: «Юньнань Хунта» (云南红塔)[1]

## Результати
| Сезон    | 1996 | 1997 | 1998 | 1999 | 2000 | 2001 | 2002 | 2003 |
| -------- | ---- | ---- | ---- | ---- | ---- | ---- | ---- | ---- |
| Дивізіон | 3    | 2    | 2    | 2    | 1    | 1    | 1    | 1    |
| Місце    | 2    | 7    | 9    | 2    | 12   | 10   | 7    | 7    |